# سولو سالو
سولو سالو (فنلاندی: Sulo Salo; ۱۶ نوامبر ۱۹۰۹ – ۱۲ مهٔ ۱۹۹۵) بازیکن فوتبال اهل فنلاند بود.
وی همچنین در تیم ملی فوتبال فنلاند بازی کرده‌است.